# Pseudaulacaspis ulmicola
Pseudaulacaspis ulmicola är en insektsart som beskrevs av Tang in Tang och Li 1988. Pseudaulacaspis ulmicola ingår i släktet Pseudaulacaspis och familjen pansarsköldlöss. Inga underarter finns listade i Catalogue of Life.